# تانيل كورباس
تانيل كورباس (بالإستونية: Tanel Kurbas)‏ مواليد 8 مايو 1988 في تالين، هو لاعب كرة سلة إستوني. بدأ مسيرته الاحترافية في سنة 2005. يلعب مع سودرتاليا كينغ.

## الإنجازات
- الدوري الإستوني الممتاز لكرة السلة :2008–09، 2014–15
- كأس إستونيا لكرة السلة :2008، 2010، 2011، 2013، 2014

## روابط خارجية
- تانيل كورباس على موقع الاتحاد الدولي لكرة السلة (الإنجليزية)
- تانيل كورباس على موقع كرة السلة الأوروبية.كوم (الإنجليزية)
- تانيل كورباس على موقع ريلجم (الإنجليزية)
- تانيل كورباس على موقع بروبوليرز (الإنجليزية)
- تانيل كورباس على موقع سبورتس رفرنس (الإنجليزية)